# أولاد عزيز 1 (مولاي إدريس أغبال)
أولاد عزيز 1 هي إحدى مشيخات المملكة المغربية، تتبع جغرافيا لإقليم الخميسات وإداريًا لمولاي إدريس أغبال. يقدر عدد سكانها بـ 2374 نسمة حسب الإحصاء الرسمي للسكان والسكنى لسنة 2004.